# 再見阿郎 (1970年電影)
《再見阿郎》（英語：Good-bye Darling）是一部1970年上映的浪漫愛情電影，發行商為萬聲電影有限公司，由張永祥編劇，白景瑞導演，並由柯俊雄、張美瑤、 祝菁、武家麒、李湘等主演。電影部份內容改編自陳映真的小說《將軍族》，電影著重寫實，具有濃郁的鄉土氣息，深刻的反映在社會底層小人物相濡以沫的故事。《再見阿郎》被台灣中國影評人協會評為「1971年最佳國語片第二位」，並獲得第九屆金馬獎「最佳技術特別獎」。

## 故事大綱
貌美聰慧的桂枝（張美瑤 飾），是臺灣南部一個女子樂隊的成員，負責吹奏樂器，她每天為婚喪嫁娶演奏，以賺取微薄收入，樂隊老闆娘的侄兒阿郎（柯俊雄 飾），英俊瀟灑但吊兒郎當，終日無所事事而且沒有責任感，更經常流連於女子樂隊當中，與女隊員胡混。
桂枝本來和樂隊老闆娘一樣瞧不起阿郎，直至一天見到阿郎在街上與其舞女女友爭執，阿郎為維護自己的尊嚴而將女人送他的汽車和衣物退回，桂枝因而對阿郎改觀，之後兩人互相愛戀，更有了孩子。可惜阿郎不願負起責任，令桂枝傷心欲絕。生活無依的桂枝只好答應老猴子的求婚。五十歲的老猴子一直暗戀桂枝，並甘願替桂枝還清她父母借老闆娘兩萬多元的債務。
後來，在一次偶然機會下桂枝重遇阿郎，兩人再見後重燃愛火，桂枝離開老猴子，與阿郎到高雄過新生活。阿郎洗心革面，願負起養家的責任，但因身無長處，難以解決經濟困境。幾經波折，他終於找到一份駕駛貨車運豬的工作。因車開的速度越快，能獲得的金錢越多，阿郎日夜冒著生命危險開快車拚命賺錢。桂枝因擔心他的安全而要他辭掉運豬的工作。因阿郎不肯辭工，桂枝唯有以離開作威脅，當她坐火車上臺北時，眼睜睜地看着阿郎駕車欲超越火車而在車禍中喪命。

## 演員表
| 演員   | 角色 | 備註                                     |
| 柯俊雄 | 阿郎 | 女子樂隊老闆娘的侄子，生性不羈的英俊少年 |
| 張美瑤 | 桂枝 | 女子樂隊隊員                             |
| 祝菁   | 美芳 |                                          |
| 武家麒 | 阿明 |                                          |
| 李湘   | 阿湘 |                                          |

## 獲獎
1971年，獲得第9屆金馬獎「最佳技術特別獎」，並獲得台灣中國影評人協會評為1971年「最佳國語片」第二位。